# 瑟丽塔·伊班克斯
瑟丽塔·伊班克斯（英語：Selita Ebanks，1983年2月15日—）出生于英属开曼群岛大开曼，为美国著名模特儿。

## 生平
1983年，伊班克斯出生在英属开曼群岛大开曼，她具有爱尔兰和非洲血统，伊班克斯的父亲是牙买加人，母亲是开曼群岛人。
伊班克斯家是一个大家庭，他们有7个兄弟姐妹，她的母亲鼓励孩子们向课外项目发展。
伊班克斯搬迁到美国斯塔腾岛，考入哥伦比亚大学和纽约大学，学习的是模特儿专业。

## 个人生活
2004年，伊班克斯将自己的非营利性组织“明星青年基金会”正式投入运营，专门为她家乡英属开曼群岛的居民，尤其是青年人提供就业指导。
伊班克斯还有一个慈善组织“妇女权利和机遇联盟”，2008年，她的这个慈善组织开赴非洲的塞拉利昂，拯救那里被蹂躏和压迫的女性，唤醒她们的权利意识。
伊班克斯和美国饶舌歌手尼克·卡农交往了很长时间。